# Мінський автобус
Мінський автобус — один із видів місцевого транспорту у Мінську. Є найпопулярнішим і найбільш використовуваним видом транспорту у місті. Наразі місто має розвинену автобусну систему, яка складається з 1420 автобусів, близько 150 маршрутів, 5 автопарків та двох автовокзалів (Східний, Центральний). Як і іншими видами громадського транспорту в Мінську, автобусним рухом керує «Мінськтранс».

## Історія

### Початок та становлення автобусного руху (1920—1940 роки)
Автобусний рух у Мінську започатковано 23 жовтня 1924 року. Міжміські пасажирські перевезення розпочались у травні 1925 року. Зі зрозумілих причин автобуси середини 20-х років були виключно імпортними — радянських тоді просто не існувало. Вулицями Мінська ходили британські «Leylands», американські автобуси «Ford», італійський «FIAT», німецький «MAN», французький «Renault», австрійські «Steers» — все це були невеликі машини, розраховані на 20-40 пасажирів. Щодня кожен такий автобус здійснював 10-12 рейсів і перевозив близько 700 людей.
Наприкінці 1920-х років Мінськ почав отримувати перші радянські автобуси — 12-місний московський AMO-Ф15, а 1931 року — більш місткі (від 27 до 35 місць, були варіанти) ярославські Я-6. З 1935 року в місті експлуатується переважно московський ЗІС-6, а з березня 1940 року — елегантний ЗІС-16, кузов якого відповідав останній автомобільній моді. Всіх їх обслуговували кондуктори, посадка в автобус здійснювалася лише через задні двері. Рухаючись по маршруту, автобуси зупинялися на вимогу де завгодно, як сучасні маршрутки.
На початку 1927—1929 років у Мінську існувало три маршрути, а трохи пізніше — шість. Рух розпочинався о 07:00 ранку та закінчувався о 23:00. Головним пунктом відправлення була площа Свободи — звідти автобуси курсували до Ляховки, Кальварию, Козирово та Дрозди. Ще два маршрути з'єднували Мінський залізничний вокзал з Комарівкою та Серабранку з Пяреспай (Старажовською).
Вартість проїзду в автобусі була досить дорого. Наприклад, за проїзд маршрутом від площі Свободи до електростанції «Елвад» треба було заплатити 10 копійок, а щоб дістатися з вокзалу до Комаровки — 25 копійок. Швидкість руху автобусів не перевищувала 25 км/год, вони найчастіше ламалися, а взимку рух майже припинявся через відсутність якісної гуми. Бензин був дорогим, запасних частин для імпортних автомобілів було недостатньо. Тому автобуси не могли конкурувати з конкою: якщо протягом 1926—1927 років автобуси перевезли 774 тис. пасажирів, мінська конка — понад 1 млн. 700 тис. осіб. Трамвайний рух, який був відкритий 1929 року (вартість квитка на будь-яку відстань — 10 копійок), завдав мінському автобусу ще потужнішого удару. Протягом десяти років залишався єдиний маршрут у місті — «Площа Свободи — Козирово», до якого у березні 1940 року додали лінію «Товарна станція — Парк культури та відпочинку». Під час Другої світової війни був зруйнований майже весь рухомий склад автобусного парку Мінська.

### Відновлення руху після Другої світової війни (1940—1950рр.)
Станом на 1946 рік в місті налічувався лише 21 автобус (17 трофейних і чотири дивом вцілілих ЗІС-16), у лютому 1947 року — 35 автомобілів. Починаючи з 1948 року, з Москви почали доставляти нові автобуси ЗІС-154, конструкція яких була скопійована з американського автобуса JMC. Однак ця модель не вважалася цілком успішною, і з 1950 року її замінили на ЗІС-155. Цей автобус, випущений у кількості 21 741 одиниць, став таким же символом радянських 1950-х років, як тролейбус МТБ-82Д та трамвай МТВ-82.
Симпатичний лобастий жовто-червоний ЗІС швидко став звичним явищем на вулицях Мінська і проіснував на них приблизно до початку 1960-х років. У місті було близько трьохсот таких автобусів.
Автобуси на шасі вантажівки ГАЗ-51 — спочатку ПАЗ-651, а з кінця 1950-х — КАвЗ-651 — працювали на менш завантажених маршрутах. Вони відрізнялися між собою лише тим, що їх виробляли різні заводи — Павловський та Курганський. Нові автобуси, ПАЗ-652, вже мали компонування автомобілів і їздили міськими маршрутами наприкінці 1950-х років.
Перші післявоєнні автобусні маршрути у Мінську були такими: 
- Товарна станція — Будинок друку;
- Аеропорт «Мінськ-1» — Будинок друку;
- Сторожовка — Могильовське шосе;
- Залізничний вокзал — Лошица,
- Залізничний вокзал — Могильовське шосе;
- Залізничний вокзал — Протезний завод;
- Будинок друку — Уруччя;
- Театр опери та балету — Мінський тракторний завод.

Кількість маршрутів швидко зростала. Станом на 1956 рік їх було вже 13: 
- Аеропорт — Обсерваторія; * Вокзал — Автозавод;
- Вокзал — Алібегов;
- Вокзал — Цегельний завод № 2;
- Вокзал — Цегельний завод № 10;
- Вокзал — Лошица;
- Свердлова — Привокзальна площа;
- Західний міст — Сільгоспселище;
- Комаровка — Цнянська;
- Товарна станція — Давгінавський тракт;
- Парк Челюскінців — Колодищі;
- Парк Челюскінців — Степ'янка;
- Товарна станція — Цегельний завод № 1.

На той час у Мінську на балансі автопарків перебувало близько 450 автобусів.

### Мінський автобус за радянських часів (1950—1991рр.)
У січні 1958 року стару систему тарифів, яка залежала від кількості зупинок, було скасовано. Для автобуса та тролейбуса було введено єдиний квиток вартістю сорок копійок. З лютого 1961 року, після грошової реформи, квиток на автобус став коштувати 5 копійок, але 1976 року його вартість в Мінську впала до 4 копійок, знову, як і 1958 року, зрівнявшись з вартістю квитка на тролейбус. Це був найдешевший автобусний квиток в СРСР — в інших великих містах він продовжував коштувати 5 копійок. Перехід на компостери відбувся 1972 року. Вартість квитка залишалася незмінною до 15 березня 1991 року, коли вона зросла до 15 копійок.
У 1959 році до Мінську почали надходити нові міські автобуси ЗІЛ-158, які замінили ЗІС-155. Але для Мінська вони не стали масовими, хоча їх виробництво (вже на Лікінському автобусному заводі під маркою ЛіАЗ-158В) тривало більше десяти років. Це сталося тому, що автобусний парк Мінська віддав перевагу іншому автомобілю — ЛАЗ-695 різних модифікацій. Ці автобуси мали низку переваг — взимку в них було тепло (особливо коли сісти на заднє сидіння), а двигун, потужність якого становила 150 к. с., забезпечував нормальну крейсерську швидкість.

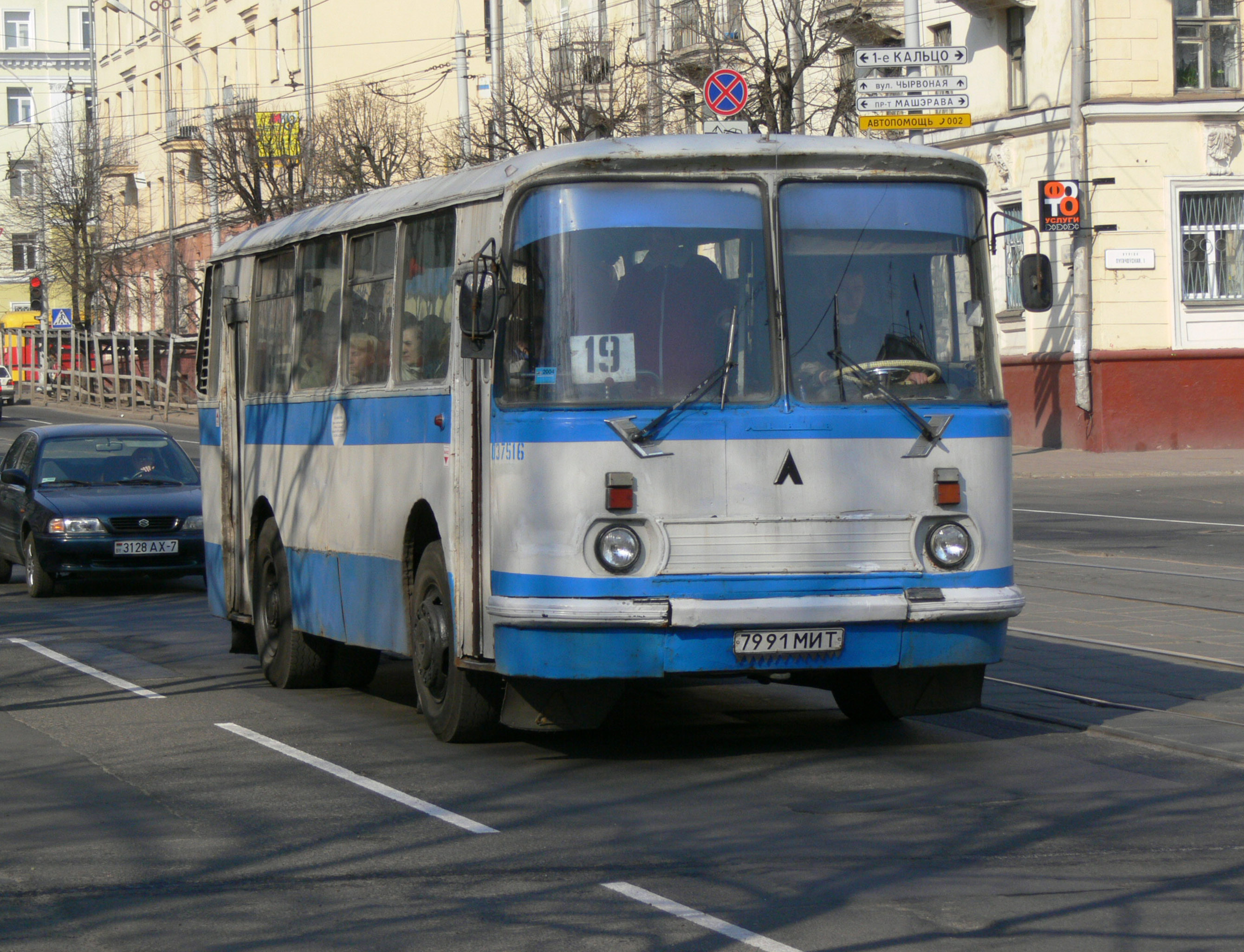
ЛАЗ-965Н у стандартному кольорі

ЛАЗ-695Б (1958—1964) і ЛАЗ-695Е (1961—1969, вони відрізнялися лише двигунами) були замінені на більш сучасну версію, ЛАЗ-695М (1969—1976), яка вже відрізнялася від своїх попередників зовнішнім виглядом — відсутністю повітрозабірника і задимлених «схилів» на даху. У 1976 році його замінив ЛАЗ-695Н, який відрізнявся більш сучасним дизайном «фасаду». Львівські автобуси були пофарбовані в білий колір червоними або синіми ремінцями на кузові, а іноді мали подвійний колір за принципом «білий верх-червоний низ».
Львівські автобуси міцно влаштувались на вулицях Мінська, і 1960-ті роки можна по праву назвати їх десятиліттям. ЛАЗ працював на більшості міських маршрутів, яких у 1967 році було вже 43. Основними пунктами відправлення були Привокзальна площа (маршрути: 3,4,5,6,8,10,11,12,13,25,34,36,38, 41,42,43), автозавод (маршрути: 2,9,17,21,22,33), Площа 8 Березня (нині — площа В. Хоружай) (маршрути: 15,19,20,32,39 та маршрути: 7,14,16,24).
Приблизно наприкінці 1960-х років, коли почали надходити перші «Ікаруси» та ЛіАЗи нового покоління, ЛАЗи почали сходити з центральних маршрутів на околиці, де їм було трохи простіше.
Перші п'ять мінських «Ікарусів» були у «люксовому» виконанні. Усі вони пройшли по маршруту 13 (Вокзал — Ленінський проспект — вул. Волгоградська — вул. Якуба Коласа — Зелений Луг). Наступна партія була в звичайному виконанні. Автобуси були передані у всі колони 1-го автобусного парку і працювали на маршрутах: 1, 2, 3, 13 та 16.
Приблизно у 1971—1972 роках у Мінську з'явилися поодинокі версії «Ікаруса», тридверний Ікарус-556. Однак час біло-червоно-білих «Ікарусів» у столиці республіки був коротким — до 1977 року їх майже не залишилося на міських маршрутах. У Москві та Ленінграді останні такі машини були списані трохи пізніше, у 1980 році.

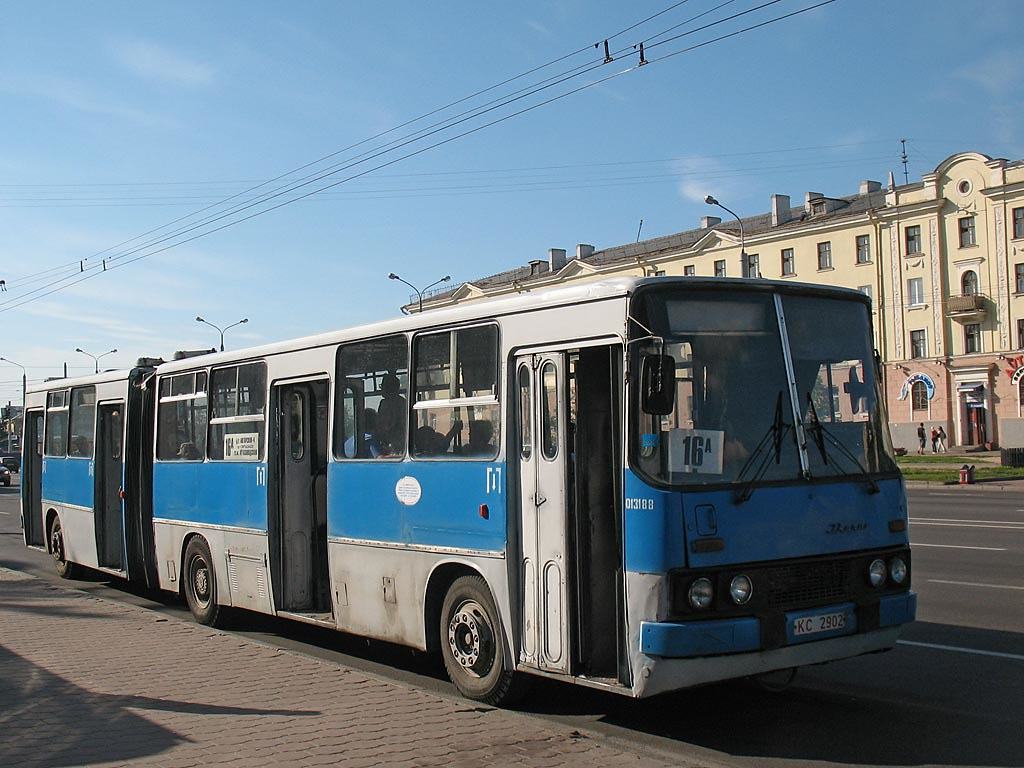
Ікарус-280 у Мінську

Цьому було дві причини. По-перше, Мінськ розпочав закупівлю нових автомобілів (з 1971 по 1975 рік було придбано 734 автобуси), а по-друге, угорська компанія «Ікарус» не стояла на місці і розробила нову модель, яка багато в чому перевершила свою попередницю.
1969 року, майже одночасно з першими «Ікарусами», 4-й автобусний парк Мінська отримав партію нових автобусів — ЛіАЗ-677 (1968—1980). У порівнянні з ЛАЗами, ЛіАЗи мали свої переваги — більшу місткість (80 людей, хоча зазвичай перевозили значно більшу кількість пасажирів), двоє широких дверей з місцями для зберігання. Але мінчани запам'ятали ЛіАЗи в основному такими недоліками: погано закриті двері, «вибіркова» система опалення, невелика кількість місць для сидіння (лише 25) і загальна «продуманість», особливо в перевантаженому стані. А водії не любили ЛіАЗи за часті поломки двигуна та коробки передач. З 1980 року місто отримало вдосконалену версію ЛіАЗ-677М. Зовні його можна було впізнати за тим, що всі габаритні вогні в нього були квадратними, а не круглими, як раніше. Ці машини фарбували в різні кольори: у 1970-х роках переважно в білий колір з кольоровими (червоними, зеленими, синіми) ремінцями на кузові, пізніше — у пісочний чи темно-червоний, двері при цьому були білими.
Нові угорські автобуси моделей Ikarus 260 (поодинокі) та Ікарус-280 («гармошка») з'явилися в Мінську у 1973 році і трималися на мінських вулицях майже 30 років (останній новий «Ікарус» з Угорщини прибув до Мінська у 1991 році). На початку XXI століття Мінськом курсували переважно придбані у 1992—2000 роках у Москві та в колишніх соціалістичних країнах — Польщі, НДР, Чехословаччині — «Ікаруси», які зазнали капітального ремонту. Їх було легко впізнати за різноманітними кольорами (білий, біло-червоно-білий, біло-синьо-білий, біло-зелений-білий тощо), а також за іноземними написами на боках та попереджувальними написами усередині салону, які були зроблені німецькою або чеською мовами.
Для мінського автобуса з початком перебудови настали важкі часи. ЛАЗи, ЛіАЗи та «Ікаруси», які вичерпали свої ресурси, продовжували ходити вулицями міста. Наприкінці 1980-х років на маршрутах з'явилися нові ЛіАЗи — містка тридверна модель ЛіАЗ-5256, але третє покоління «лікінців» виявилося ненадійним в експлуатації. Менше з тим, на початку 2000-х років у Мінську все ще вистачало таких ЛіАЗів, які вже встигли зноситися за двадцять років; зустрічалися й варіації на його тему — один російський автобус МАРЗ-52661 та кілька білоруських Неман-52012, які виготовляли у місті Ліда (зовні вони дещо відрізняються за дизайном і мають двоє дверей).

### Мінський автобус у незалежній Білорусі (1991—понині)
На початку 1990-х років відчайдушні спроби почали рятувати ситуацію за рахунок придбання вживаних іноземних автомобілів. Перш за все це були вживані Ікаруси-280, у 1996 році були придбані: один чехословацький Karosa-B741 (він працював на маршрутах: 25,29,44, 542 та 589), німецький Mercedes-Benz-KM5372 (працював на маршруті 40) та по одному новому Ікарусу — одинарний Ікарус-415 та видовжений Ікарус-435 (вони працювали на маршрутах: 24 та 87). У Мінську також були двоповерхові автобуси. Чотири німецькі автобуси «МАН», придбані у 1994 році, вже деякий час здійснювали комерційні рейси до району ринку «Ждановичі».
Однак позитивним для міста стало рішення керівництва Мінського автомобільного заводу розпочати виробництво власних автобусів. Влітку 1992 року перші п'ять автобусів були зібрані з компонентів німецького заводу «Неоплан». Але в ті роки вони виявилися надто дорогими у виробництві (кожен автобус коштував близько $ 200 000). Лише 1996 року на вулицях столиці почав з'являтися нова модель автобусу МАЗ 103.
З липня 2007 року усі старі автобуси почали списувати та замінювати новими, білоруського виробництва.

## Рухомий склад
Наразі на міських маршрутах працюють автобуси білоруського виробництва РУП «МАЗ», АЗ «Неман» ВАТ «МЗКТ», ВАТ «Гомельський АРЗ», такі як: МАЗ-103, МАЗ-104, МАЗ-105, МАЗ-107, МАЗ -152, МАЗ-203, МАЗ-206, МАЗ-215, МАЗ-226, МАЗ-251, Неман-52012, Радзимич-А092 відповідно. Також у місті працюють Mercedes Sprinter виробництва Mercedes-Benz. У підпорядкуванні п'яти мінських автобусних парків налічується 1420 одиниць автобусів (з них 111 — мікроавтобуси).
В автобусному парку № 2 переьуває на балансі 375 автобусів, в автобусному парку № 4 — 242, в автобусному парку № 5 — 422, в автобусному парку № 6 — 357, в автобусному парку № 7 — 342. Також тролейбусний парк № 4 містить 39 мікроавтобусів. Всі маршрутні автобуси оснащені системою автоматичного контролю оплати проїзду.

## Автобусні парки Мінська
У Мінську діє 5 автобусних парків.

### Діючі

#### Автобусний парк №2
- Адреса: вулиця Маяковського, 115А
- Види транспорту: міський, міжміський та міжнародний

#### Автобусний парк №4
- Адреса: вулиця Козлова, 22
- Види транспорту: міський та приміський

#### Автобусний парк №5
- Адреса: вулиця Гурського, 15/6
- Види транспорту: міський та приміський

#### Автобусний парк №6
- Адреса: вулиця Машинобудівників, 15
- Види транспорту: міський та приміський

#### Автобусний парк №7
- Адреса: 4-й провулок Кольцова, 2
- Види транспорту: міський та приміський

### Ліквідовані

#### Автобусний парк №1
- Адреса: вулиця Маяковського, 95
- Види транспорту: міський
- Дата ліквідації: 2009

#### Автобусний парк №3
- Адреса: вулиця Голгофа, 42
- Види транспорту: приміський
- Дата ліквідації: 2007

## Галерея

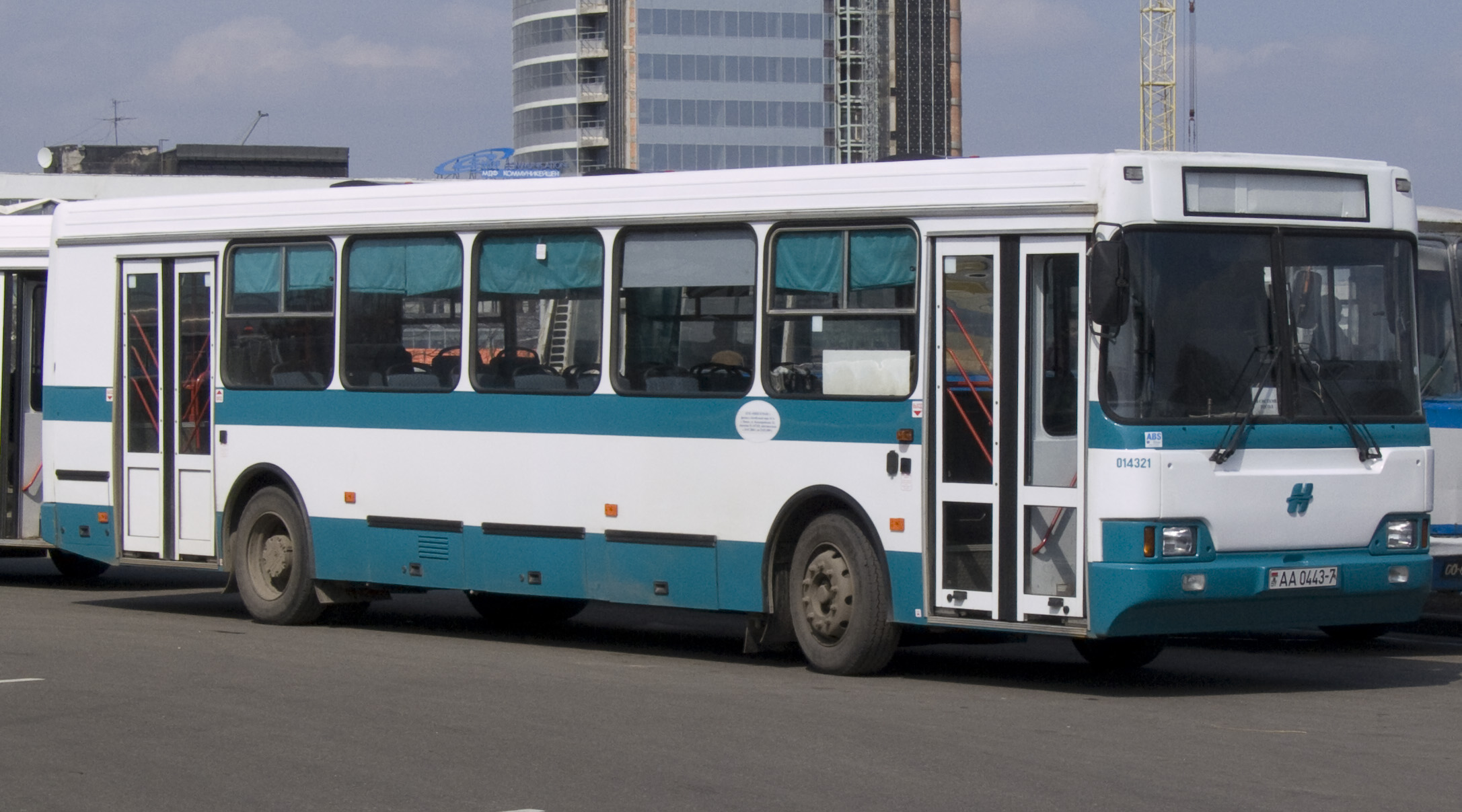
Нёеман-52012
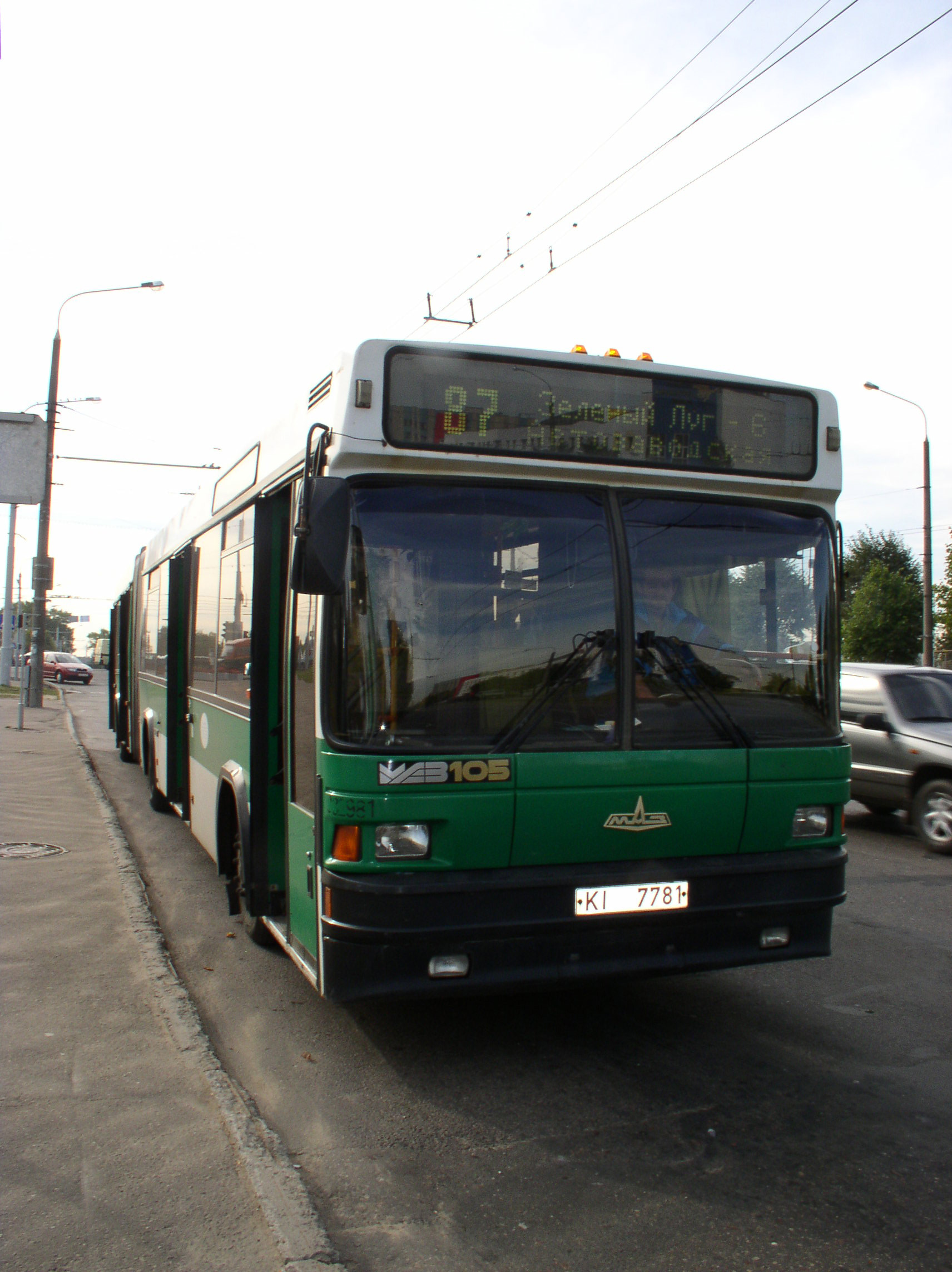
МАЗ 105
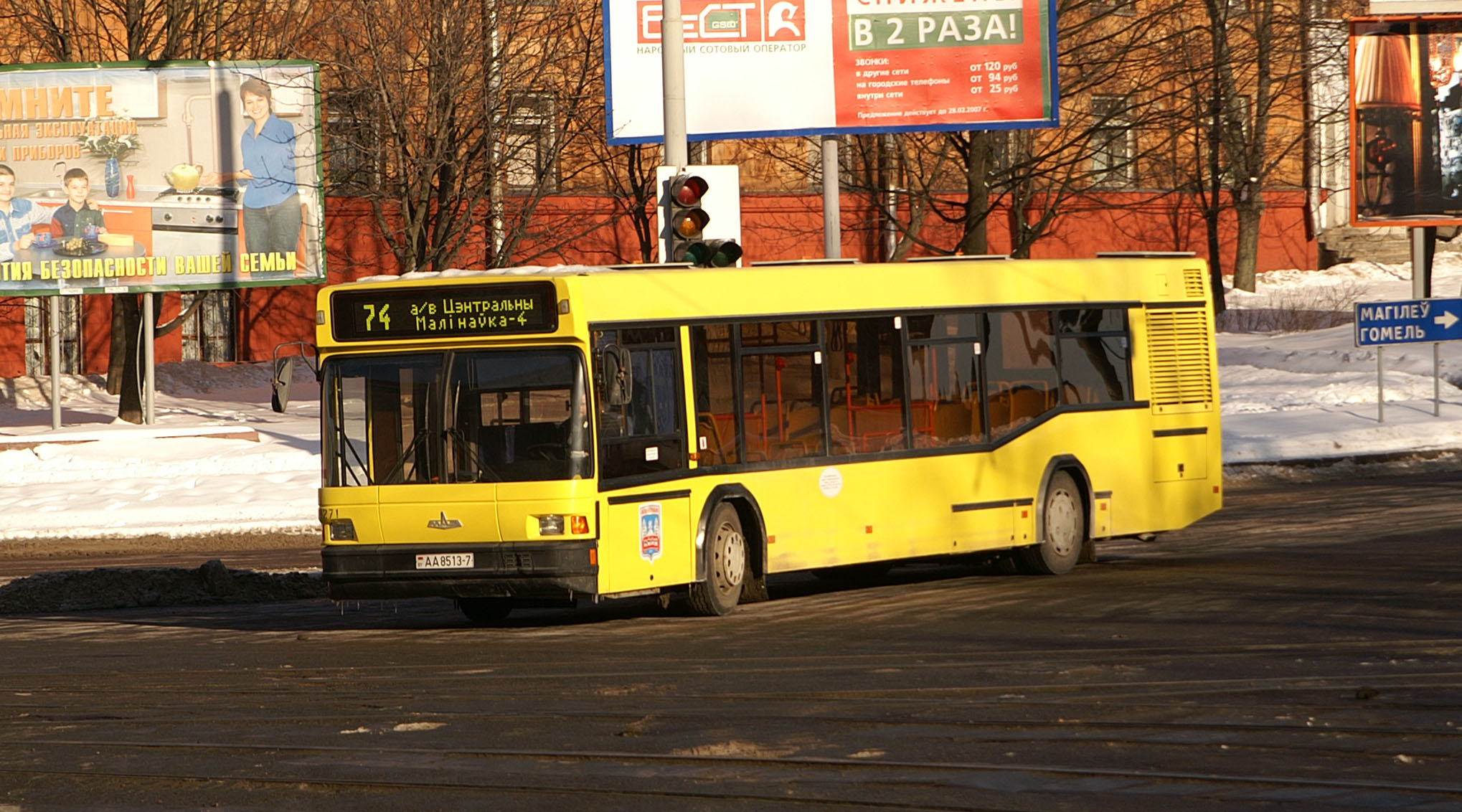
МАЗ 103
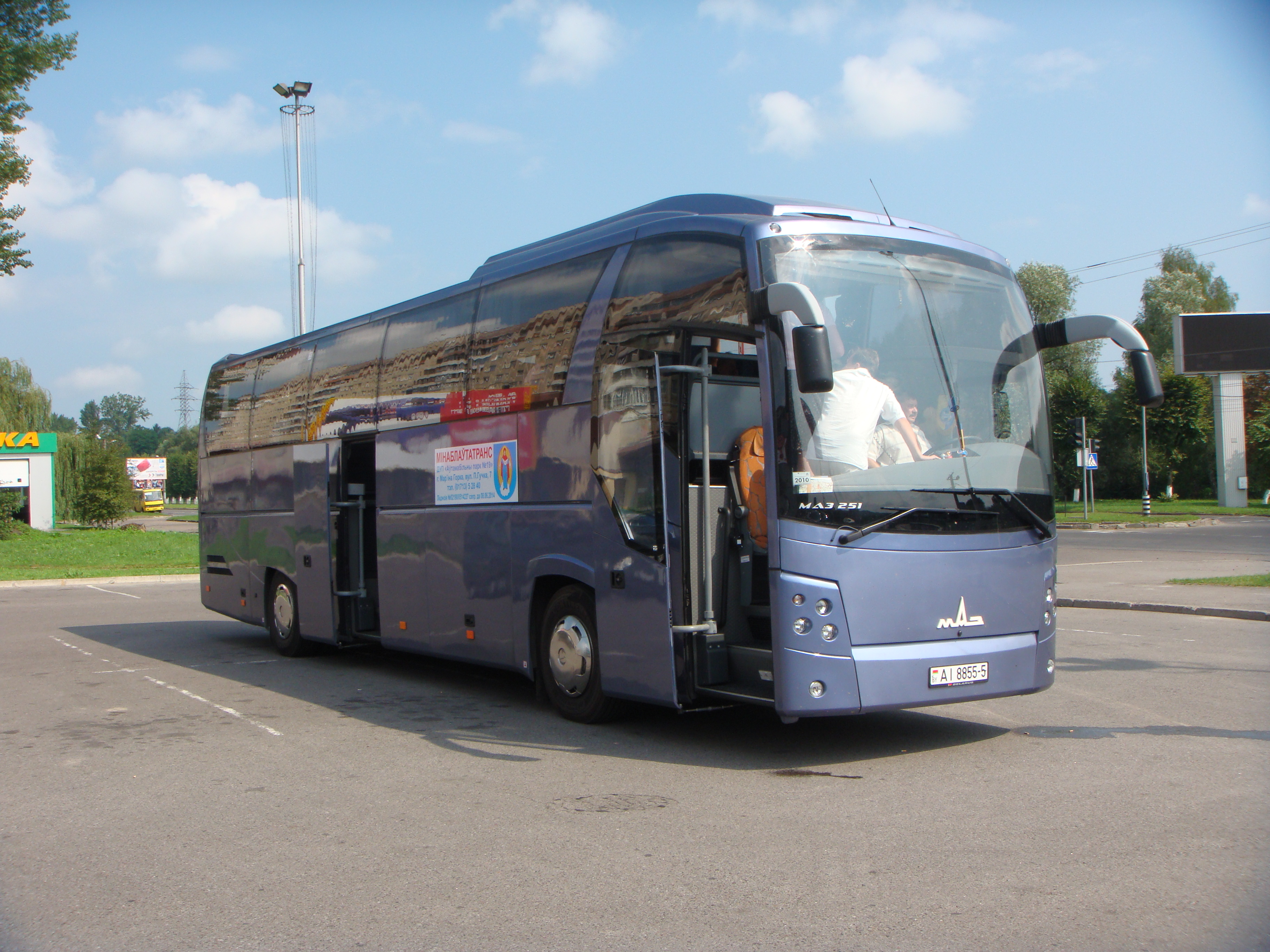
МАЗ 251
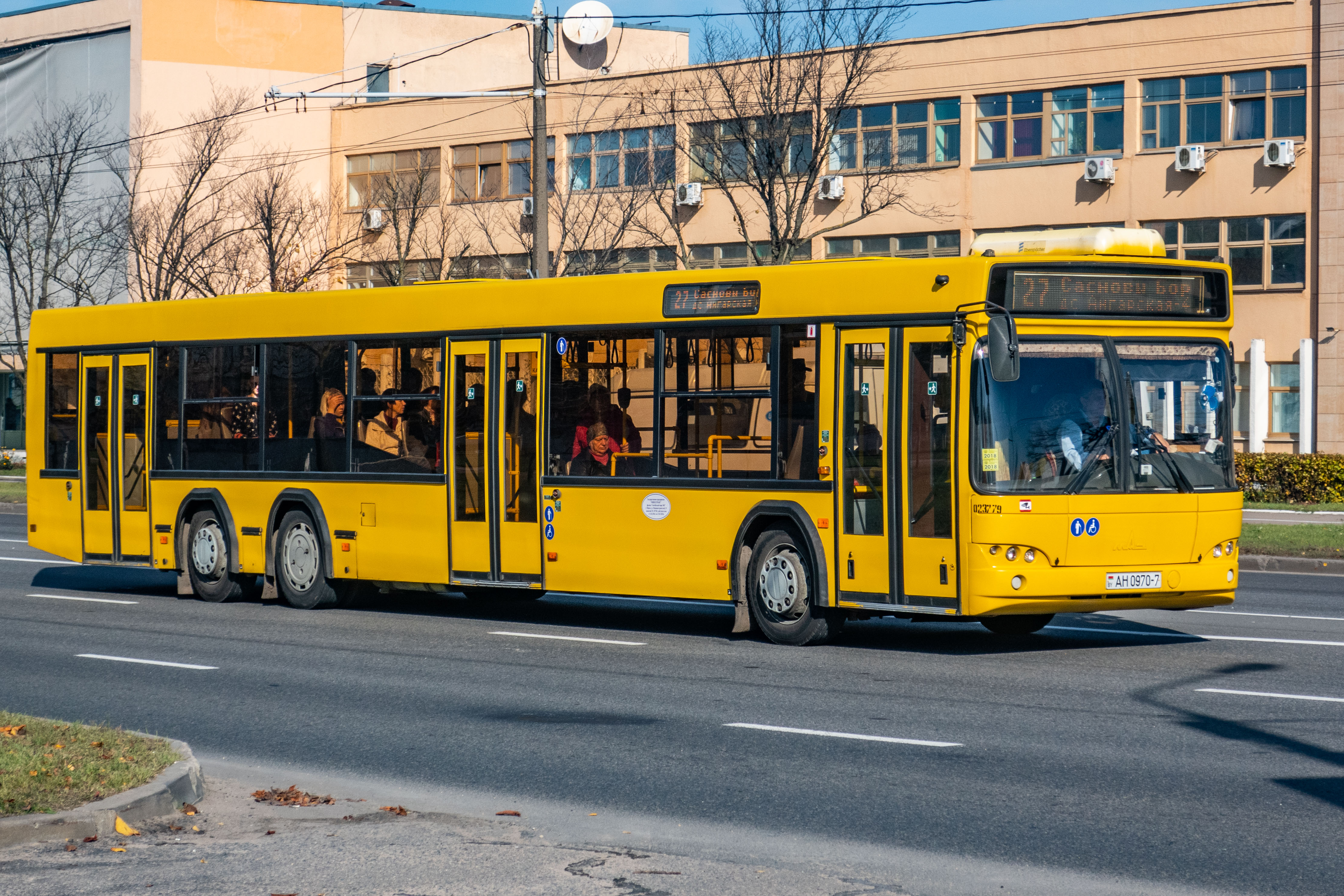
МАЗ 107
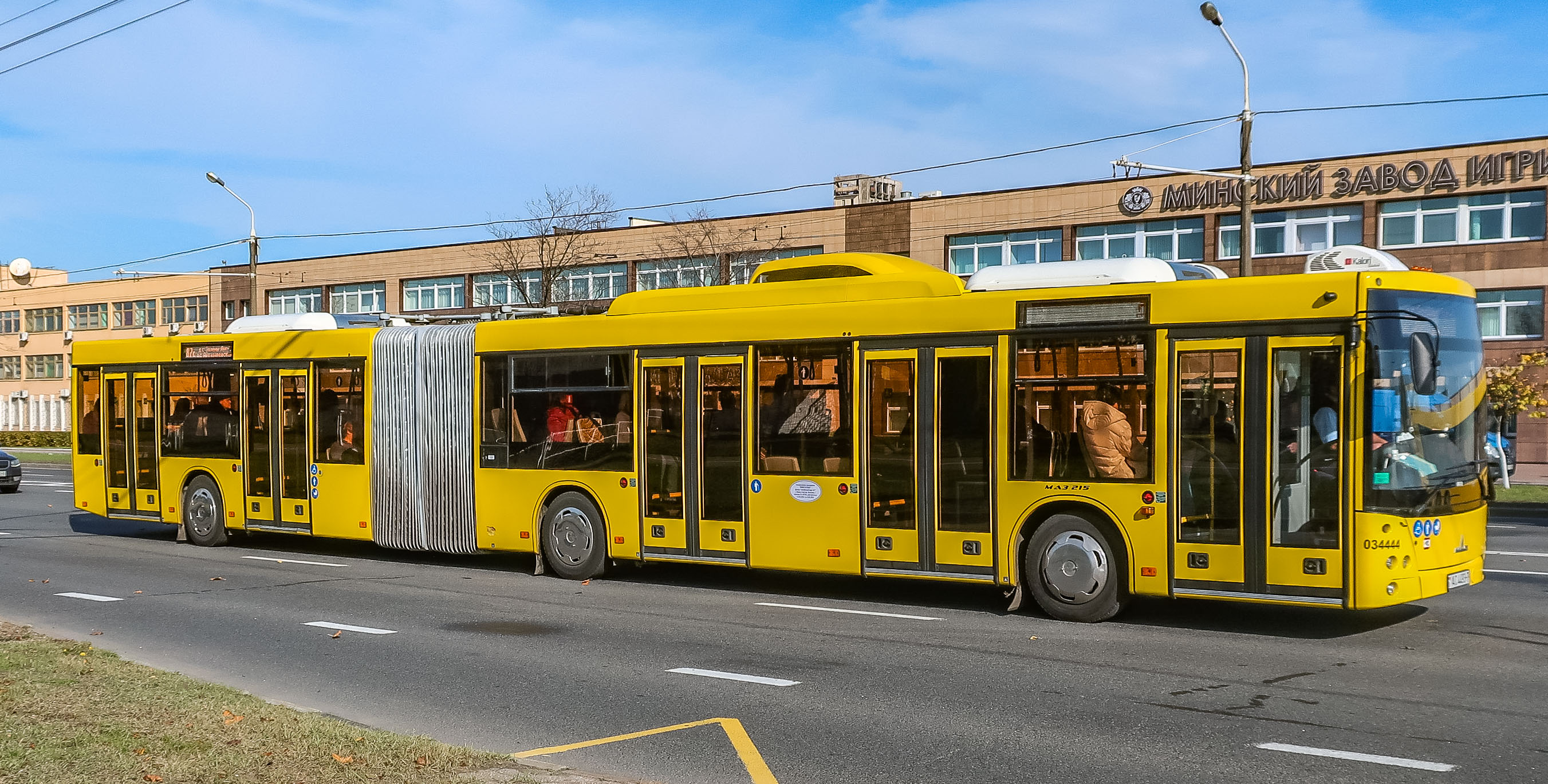
МАЗ 215